# Tudor Băluță
Tudor Băluță (ur. 27 marca 1999 w Krajowie) – rumuński piłkarz, grający na pozycji obrońcy w CSU Krajowa.

## Kariera piłkarska

### Kariera klubowa
Wychowanek Szkoły Piłkarskiej Gheorghe Popescu i Akademii Futbolu Gheorghe Hagi. Karierę piłkarską rozpoczął 2 maja 2016 w klubie Viitorul Konstanca w meczu Liga I z ASA Târgu Mureș (6-1). 31 stycznia 2019 podpisał 3,5-letni kontrakt z angielskim Brighton & Hove Albion F.C., ale pozostał do lata w rumuńskiej drużynie. Przez pół roku nie debiutował w podstawowym składzie angielskiego klubu i 17 stycznia 2020 został wypożyczony do ADO Den Haag. 6 października 2020 został wypożyczony do Dynama Kijów.

### Kariera reprezentacyjna
Występował w juniorskiej i młodzieżowej reprezentacjach Rumunii. 31 maja 2018 roku zadebiutował w oficjalnych meczach reprezentacji Rumunii w towarzyskim meczu z Chile (3:2).

## Sukcesy i odznaczenia

### Sukcesy klubowe
Viitorul Konstanca
- mistrz Rumunii: 2016/17
- zdobywca Pucharu Rumunii: 2018/19